# Theodoro Cochrane
Theodoro Wallace Baston de Toledo Cochrane (São Paulo, 17 de novembro de 1978) é um ator, figurinista e apresentador brasileiro. É filho da jornalista Marília Gabriela, com quem contracenou na peça A Ùltima Entrevista de Marília Gabriela, e do astrólogo Zeca Cochrane. Foi aluno da Escola de Arte Dramática da Universidade de São Paulo. Possui um meio-irmão mais velho, chamado Christiano Cochrane.

## Filmografia

### Televisão
| Ano  | Título                             | Personagem                 | Notas                             |
| ---- | ---------------------------------- | -------------------------- | --------------------------------- |
| 2002 | Sandy & Junior                     | Magrão                     | Episódio: "As Aparências Enganam" |
| 2003 | A Casa das Sete Mulheres           | Pedro                      |                                   |
| 2004 | Um Só Coração                      | Mário Martins              |                                   |
| 2005 | Essas Mulheres                     | Geraldo Duarte             |                                   |
| 2007 | Amazônia, de Galvez a Chico Mendes | Cássio                     | Episódio: "12 de março"           |
| 2008 | A Favorita                         | Bruno Aguiar (Bruninho)    |                                   |
| 2009 | Caras & Bocas                      | Isaac Abraham              |                                   |
| 2010 | Ti Ti Ti                           | Dr. Queiroz                |                                   |
| 2011 | Macho Man                          | Felipe                     | Episódio: "10 de junho"           |
| 2013 | Saramandaia                        | Delegado Petronílio Amaral |                                   |
| 2014 | Geração Brasil                     | Gaspar Cardoso             |                                   |
| 2018 | O Sétimo Guardião                  | Adamastor Davis Crawford   |                                   |

### Cinema
| Ano  | Título            | Personagem             |
| ---- | ----------------- | ---------------------- |
| 2002 | Avassaladoras     | Pedro                  |
| 2003 | Gregório de Matos | Rimbaud                |
| 2006 | Fuga e Cativeiro  | Augusto                |
| 2008 | Rinha             | Guardador do vestiário |
| 2011 | Bruna Surfistinha | Repórter               |
| 2010 | Olho no Olho      | Jatobá                 |
| 2013 | Colegas           | Recepcionista do hotel |
| 2020 | Próprio           | Edson                  |

### Videoclipes
| Ano  | Canção    | Artista          |
| ---- | --------- | ---------------- |
| 2015 | "Me Leva" | Marjorie Estiano |

## Prêmios e indicações
| Ano  | Premiação                        | Categoria                   | Indicação                     | Resultado |
| ---- | -------------------------------- | --------------------------- | ----------------------------- | --------- |
| 2010 | Prêmio Shell                     | Melhor Figurino             | Escuro                        | Venceu    |
| 2011 | Prêmio Questão de Crítica        | Melhor Figurino             | O Jardim                      | Venceu    |
| 2019 | Prêmio Shell                     | Melhor Figurino             | Zorro, Nasce uma Lenda        | Indicado  |
| 2021 | Prêmio Bibi Ferreira             | Melhor Figurino em Musicais | Zorro, Nasce uma Lenda        | Indicado  |
| 2022 | Prêmio Arcanjo de Cultura        | Redes                       | Téte a Theo                   | Venceu    |
| 2022 | Prêmio Destaque Imprensa Digital | Destaque Figurino           | O Pequeno Príncipe – Musical  | Venceu    |
| 2023 | Prêmio Bibi Ferreira             | Melhor Figurino em Musicais | Once, O Musical               | Pendente  |
| 2023 | Prêmio Bibi Ferreira             | Melhor Figurino em Musicais | O Pequeno Príncipe, O Musical | Pendente  |